# Josef Haller (Philologe)
Joseph Haller (* 5. Oktober 1810 in Scheinfeld, Unterfranken; † 28. November 1886 in München) war ein bayerischer Philologe. Bekannt wurde er als (demokratischer) Publizist, Journalist und Sprichwortforscher.

## Leben
Haller studierte an der Julius-Maximilians-Universität Würzburg Philologie. 1827 wurde er Mitglied des Corps Franconia Würzburg. Nach dem mit Auszeichnung bestandenen Examen verdingte er sich in Bamberg als Erzieher im Hause von Franz Ludwig von Hornthal. 1836 wurde er an der Friedrich-Alexander-Universität Erlangen zum Dr. phil. promoviert. Im selben Jahr berief ihn Heinrich Zschokke als Rektor der Bezirksschule nach Muri im Aargau; Haller kehrte aber bald als Chefredakteur des Fränkischen Merkur nach Bamberg zurück. Durch die Zensur belastet und mit dem Minister Karl von Abel verfeindet, hatte er keine Aussicht auf eine Staatsanstellung. Deshalb ging er 1839 mit Hilfe einiger Gönner nach Paris, wo er zum anerkannten Berichterstatter für deutsche Zeitschriften, insbesondere für die Augsburger Allgemeine Zeitung wurde. Mehrfach bereiste er die Schweiz, Spanien und Portugal (1843), Algier und Alexandrien (1847). Der Ausbruch der Februarrevolution 1848 trieb ihn nach England.
Durch Gustav von Lerchenfeld wurde er als Chefredakteur der Neuen Münchener Zeitung berufen. Das verlockende Angebot einer ähnlichen Stellung in Berlin schlug er aus. Er wollte in Bayern bleiben. Mit Johann Baptist Vogl entfaltete er eine außerordentliche Tätigkeit. Er engagierte sich für den Constitutionellen Verein für Freiheit und Gesetzmäßigkeit unter Johann Caspar Bluntschli. Als Offizier der Landwehr bewies er auch in Tumulten Mut, Besonnenheit und Schlagfertigkeit. Maximilian II. Joseph verlieh ihm 1854 das Ritterkreuz I. Klasse des Verdienstordens vom Heiligen Michael. Ein Jahr darauf schied Haller aus der Redaktion dieses Blattes aus. Damit waren für Haller die früher versprochene Pension oder eine anderweitige Verwendung im Staatsdienst hinfällig. Haller nahm seine Korrespondenzen wieder auf, machte Reisen nach Hamburg und Amsterdam und vergrub sich in nationalökonomische und statistische Studien. Er trat für die Großdeutsche Lösung ein und war an einer in 50.000 Exemplaren verbreiteten Flugschrift über „Handelsvertrag und Zollverein“ (1863) beteiligt.
Haller war verheiratet mit Amalia geb. Bodenehr, Tochter eines Augsburger Kupferstechers. Sie starb 1883 in Zürich. Der gemeinsame Sohn war früh gestorben.

## Enzyklopädist des Sprichworts
Haller widmete sich im letzten Lebensjahrzehnt kulturgeschichtlicher und linguistischer Forschung. Er versenkte sich in altspanische Sprichworte und stützte sich auf das Libro de Refranes von Pedro Vallés (Saragossa 1549). In alphabetischer Ordnung verzeichnet es 4300 Sprichwörter. Haller „beschränkte“ sich auf den Buchstaben A mit 555 Sprichworten, die er mit der ihm zugänglichen Literatur kommentierte. In gut dreijähriger Arbeit beleuchtete er die Entstehung und internationale Verwandtschaft jedes Sprichwortes, wie es schon bei den Griechen und Römern, bei den Mittel-Latinern, Italienern, Basken, Portugiesen, durch Frankreich bis nach Norwegen und Island geographisch und historisch nachweisbar erschien. Dazu versah er jedes einzelne Fundstück mit einer Fülle von sprachlichen, biographischen, geographischen, topographischen und ethnographischen, statistischen, geschichtlichen und literaturgeschichtlichen Notizen und Erläuterungen. Das zweibändige „opus aere perennius“ (dauernder als Erz) blieb natürlich unvollständig und fand natürlich keinen Verleger. Er war Ehrenmitglied von gelehrten Gesellschaften des In- und Auslandes.

## Werke
- Reisebilder aus England und Frankreich. Bamberg 1838.
- Handelsvertrag und Zollverein : zugleich zur Beantwortung der Frage: Kann Preußen den Zollverein sprengen? München 1863.
- Altspanische Sprichwörter und sprichwörtliche Redensarten, aus den Zeiten vor Cervantes, in's Deutsche übersetzt, in spanischer und deutscher Sprache erörtert und verglichen mit den entsprechenden der alten Griechen und Römer, der Lateiner der späteren Zeiten, der sämmtlichen germanischen und romanischen Völker und einer Anzahl der Basken ..., 2 Bände. Regensburg 1883.